# La Mujer Mosquetera
La mujer mosquetera (La Femme Musketeer) es una miniserie producida por Hallmark Entertainment y Larry Levinson Productions. Rodada en Croacia, se estrenó el 20 de junio de 2004.

## Argumento
El legendario mosquetero D'Artagnan (Michael York) ahora tiene una hija, llamada Valentina (Susie Amy), a la que enseña a usar la espada. Cuando Valentina está lista para ir a París a probar suerte con los famosos mosqueteros y presentar su prueba al comandante Finot, este se niega con el argumento de que es una mujer. No obstante, Valentina está determinada en demostrar su fuerza y valentía cuando se encuentra en una misión para rescatar a la prometida del rey Luis XIV, acompañada de tres compañeros que resultan ser hijos de Athos, Porthos y Aramis.

## Reparto
- Susie Amy, Valentine D'Artagnan
- Michael York, Jacques D'Artagnan
- Nastassja Kinski, Lady Bolton
- John Rhys-Davies, Porthos
- Gérard Depardieu, Cardenal Mazarino
- Kristina Krepela , María Teresa de España
- Freddie Sayers, Rey Luis
- Clemencia Burton-Cerro, Marie Mancini
- Marcus Jean Pirae, Villeroi
- Constantine Gregory cuando Planchet
- Andrew Musselman, Antoine Porthos
- Christopher Cazenove, Athos
- Casper Zafer, Gaston Athos
- Allan Corduner, Aramis
- Niko Nicotera, Etienne Aramis
- Zrinka Cvitešić, Elena
- Nick Brimble, el general